# José García Ramos y Segond
José García Ramos y Segond (Santiago de Compostel·la, 1875 - La Corunya, 1970) fou un metge i polític gallec, germà d'Alfredo García Ramos. Estudià medicina a la Universitat de Santiago de Compostel·la i s'especialitzà en dermatologia i medicina forense; inventà un electrode per a aplicar la diatèrmia. Fou vicepresident de l'Acadèmia de Medicina i Cirurgia de Galícia i el 1929 ingressà a la maçoneria. Durant la Segona República Espanyola fou elegit diputat per la província de la Corunya pel Partit Republicà Radical a les eleccions generals espanyoles de 1933 i per Unió Republicana a les de 1936.
L'esclat de la guerra civil espanyola el va sorprendre a la Corunya. Fou empresonat a la presó provincial de la torre d'Hércules, on va fer de metge a la infermeria. Després de la guerra fou jutjat pel Tribunal Especial de Repressió de la Maçoneria i del Comunisme i condemnat i inhabilitat. Després de passar uns anys a les presons de Burgos i Puerto de Santa María, tornà a la Corunya, on va continuar exercint de dermatòleg.